# بشيت
بشيت، كانت قرية فلسطينية تقع في قضاء الرملة وتبعد من مركز المحافظة 16 كم جنوب غربي الرملة. سبب النزوح نتيجة اعتداء مباشر من القوات الصهيونية.

## التسمية والتاريخ
عُرفت القرية أيام الصليبيين باسم بسيت (Basit). كما أتى إلى ذكر بشيت اثنان، على الأقل، من قدماء الجغرافيين العرب هما: ياقوت الحموي (توفي سنة 1229)، وابن العماد الحنبلي (توفي سنة 1678)، وابن العماد الحنبلي، فقال في ((الشذرات)) إن المؤرخ والنحوي جمال البشيتي (توفي سنة 1417) يُنْسَب إليها. في أواخر القرن التاسع عشر، كانت بشيت قرية مبنية بالطوب، وفي جوارها بساتين مزروعة. وكان مقام ثلاثي القبب ينتصب على مرتفع مشرف عليها.
أما القرية الحديثة فكانت مستطيلة الشكل، ممتدة على محور شرقي-غربي. وكان أكثر سكانها من المسلمين.

## الجغرافيا
كانت القرية تقع في السهل الساحلي الأوسط على ارتفاع 55م وتبعد 18كم جنوب غرب الرملة وتصلها بها طريق معبدة. يحيط بها قرى يبنا والمغار وقطرة والمسمية الكبيرة وياصور.
كان وادي بشيت، من فروع وادي الصرار، يمر على بعد نصف كيلومتر إلى الشرق منها؛ خَلَتْ بشيت من الينابيع، إلا انها غنية بآبارها.

## معلومات القرية
كانت ملكية الأراضي في القرية قبل النكبة 18,538 دونم للفلسطينيين، و15 دونم مشاع ولم يتسرب شيء للحركة الصهيونية. البلدة كان فيها مدرسة للذكور اُسست في عام 1921. في عام 1945 التحق في المدرسة 148 طالب. في البلدة بحد أدنى مسجد واحد. وبلغ عدد البيوت في عام 1931 حوالي 333 بيت وعام 1948 حوالي 556 بيت. كان يوجد في القرية مقام واحد، لا نعلم اسمه.
فيها مدرسة ابتدائية أُنشئت في سنة 1921، وكان يؤمها 148 تلميذاً في أواسط الأربعينات. وكان للسكان مسجد يتوسط القرية، كما كان فيها بضع آبار ارتوازية. كان الزراعة وتربية الدواجن أهم موارد رزق سكانها، وكانت الحبوب محصولهم الرئيسي، لكنهم كانوا يعنون أيضاً بالأشجار المثمرة في البساتين التي كانت تخُف بالقرية من الغرب ومن الشمال الشرقي. في 1944/1945، كان ما مجموعه 66 دونماً للحبوب، و651 دونماً مروياً أو مستخدماً للبساتين؛ منها 67 دونماً حصة الزيتون. وكانت القرية تحتوي على حطام أثري وبقايا مذبح، ويقوم بالقرب منها موقع النبي عرفات الأثري، الذي يضم أعمدة وصهاريج وأواني فخارية.

## السكان
كان عدد السكان في عام 1922 حوالي 936 نسمة، وفي عام 1931 حوالي 1,125 نسمة، وفي عام 1945 حوالي 1,620 نسمة، وفي عام 1948 حوالي 1,879 نسمة، وتقدير لتعداد الاجئين في 1998 حوالي 11,540 نسمة.

### النكبة
أغلبية البيوت مدمرة وعلى الأكثر تم اغتصاب بيتين من قبل الصهاينة. وتم تطهيرها عرقياً بالكامل.

### القرية اليوم
ثمة سبع مستعمرات إسرائيلية على أراضي القرية هي: نفي مفتاح، وميشار، وكفار مردخاي، ومسغاف دوف؛ وجميعها أُسس في سنة 1950. كما أُسست كنّوت في سنة 1952؛ وشديما وعسيرت في سنة 1954.